# Tiro nos Jogos Paralímpicos de Verão de 2012
As competições de tiro nos Jogos Paralímpicos de Verão de 2012 foram disputadas entre os dias 30 de agosto e 6 de setembro no The Royal Artillery Barracks, em Londres.
Atletas com diferentes deficiências participam dos mesmos eventos, sendo divididos em apenas duas classes: a classe SH1 é reservada para atletas que conseguem suportar o peso da arma. Os atletas desta classe competem usando uma pistola ou uma carabina. Os atletas da classe SH2 necessitam de um suporte para o apoio da arma. Os atletas desta classe competem apenas usando uma carabina.

## Calendário
| Agosto/setembro | 29 | 30 | 31 | 1 | 2 | 3 | 4 | 5 | 6 | 7 | 8 | 9 |
| --------------- | -- | -- | -- | - | - | - | - | - | - | - | - | - |
| Tiro            |    | 2  | 2  | 2 | 1 | 1 | 1 | 1 | 2 |   |   |   |

|  | Dia de competição |  | Dia de final |

## Eventos
- Carabina três posições 50 m masculino SH1
- Carabina três posições 50 m feminino SH1
- Carabina deitado 50 m misto SH1
- Carabina de ar 10 m masculino SH1
- Carabina de ar 10 m feminino SH1
- Carabina de ar 10 m deitado misto SH1
- Pistola 50 m misto SH1
- Pistola 25 m misto SH1
- Pistola de ar 10 m masculino SH1
- Pistola de ar 10 m feminino SH1
- Carabina de ar 10 m misto SH2
- Carabina de ar deitado 10 m misto SH2

## Medalhistas
Masculino
| Evento                                   | Ouro                            | Prata                             | Bronze                       |
| ---------------------------------------- | ------------------------------- | --------------------------------- | ---------------------------- |
| Pistola de ar 10 m SH1 detalhes          | Park Sea-Kyun KOR Coreia do Sul | Muharrem Korhan Yamaç TUR Turquia | Lee Ju-Hee KOR Coreia do Sul |
| Carabina de ar 10 m SH1 detalhes         | Chao Dong CHN China             | Jonas Jacobsson SWE Suécia        | Josef Neumaier GER Alemanha  |
| Carabina três posições 50 m SH1 detalhes | Jonas Jacobsson SWE Suécia      | Doron Shaziri ISR Israel          | Dong Chao CHN China          |

Feminino
| Evento                                   | Ouro                                               | Prata                           | Bronze                             |
| ---------------------------------------- | -------------------------------------------------- | ------------------------------- | ---------------------------------- |
| Pistola de ar 10 m SH1 detalhes          | Olivera Nakovska-Bikova MKD República da Macedônia | Marina Klimenchenko RUS Rússia  | Sareh Javanmardi IRI Irã           |
| Carabina de ar 10 m SH1 detalhes         | Zhang Cuiping CHN China                            | Manuela Schmermund GER Alemanha | Natalie Smith AUS Austrália        |
| Carabina três posições 50 m SH1 detalhes | Zhang Cuiping CHN China                            | Dang Shibei CHN China           | Veronika Vadovičová SVK Eslováquia |

Misto
| Evento                                   | Ouro                                               | Prata                                      | Bronze                            |
| ---------------------------------------- | -------------------------------------------------- | ------------------------------------------ | --------------------------------- |
| Pistola 25 m SH1 detalhes                | Li Jianfei CHN China                               | Sergey Malyshev RUS Rússia                 | Valery Ponomarenko RUS Rússia     |
| Pistola 50 m SH1 detalhes                | Park Sea-Kyun KOR Coreia do Sul                    | Valery Ponomarenko RUS Rússia              | Ni Hedong CHN China               |
| Carabina de ar deitado 10 m SH1 detalhes | Cédric Fèvre FRA França                            | Matthew Skelhon GBR Grã-Bretanha           | Zhang Cuiping CHN China           |
| Carabina deitado 50 m SH1 detalhes       | Abdulla Sultan Alaryani UAE Emirados Árabes Unidos | Juan Antonio Saavedra Reinaldo ESP Espanha | Matthew Skelhon GBR Grã-Bretanha  |
| Carabina de ar 10 m SH2 detalhes         | Kang Ju-Young KOR Coreia do Sul                    | Franček Gorazd Tiršek SLO Eslovênia        | Michael Johnson NZL Nova Zelândia |
| Carabina de ar deitado 10 m SH2 detalhes | Vasyl Kovalchuk UKR Ucrânia                        | Raphaël Voltz FRA França                   | James Bevis GBR Grã-Bretanha      |

## Quadro de medalhas
| Ordem | País                       | Medalha de ouro | Medalha de prata | Medalha de bronze |    |
| ----- | -------------------------- | --------------- | ---------------- | ----------------- | -- |
| 1     | CHN China                  | 4               | 1                | 3                 | 8  |
| 2     | KOR Coreia do Sul          | 3               |                  | 1                 | 4  |
| 3     | FRA França                 | 1               | 1                |                   | 2  |
| 3     | SWE Suécia                 | 1               | 1                |                   | 2  |
| 5     | MKD República da Macedônia | 1               |                  |                   | 1  |
| 5     | UAE Emirados Árabes Unidos | 1               |                  |                   | 1  |
| 5     | UKR Ucrânia                | 1               |                  |                   | 1  |
| 8     | RUS Rússia                 |                 | 3                | 1                 | 4  |
| 9     | GBR Grã-Bretanha           |                 | 1                | 2                 | 3  |
| 10    | GER Alemanha               |                 | 1                | 1                 | 2  |
| 11    | ESP Espanha                |                 | 1                |                   | 1  |
| 11    | ISR Israel                 |                 | 1                |                   | 1  |
| 11    | SLO Eslovênia              |                 | 1                |                   | 1  |
| 11    | TUR Turquia                |                 | 1                |                   | 1  |
| 15    | AUS Austrália              |                 |                  | 1                 | 1  |
| 15    | IRI Irã                    |                 |                  | 1                 | 1  |
| 15    | NZL Nova Zelândia          |                 |                  | 1                 | 1  |
| 15    | SVK Eslováquia             |                 |                  | 1                 | 1  |
| TOTAL | TOTAL                      | 12              | 12               | 12                | 36 |